# Aristide Nelu Dragomir
Aristide Nelu Dragomir (n. 13 octombrie 1957 - d. 1995) a fost un deputat român în legislatura 1990-1992, ales în județul Arad pe listele partidului FSN.